# 高克毅
高克毅（1912年5月29日—2008年3月1日），江蘇江寧人，筆名喬志高（George Kao），知名作家、翻譯家、記者。

## 生平
出生於美國密西根州，三歲時回到中國，經由家庭教師指導開始學習中國古典文學，並於教會學校完成小學、中學及大學教育。燕京大學畢業後，赴美進修，分別於密蘇里大學及哥倫比亞大學取得新聞學及國際關係碩士學位。
身兼記者、作家及譯者，高克毅最廣為人知的，即是用美式英語發表許多文章及翻譯美國經典小說。自美國之音中文廣播主編工作退休後，即加入香港中文大學甫成立的翻譯研究中心，於1972年至1975年間擔任資深訪問研究員。高克毅於翻譯研究中心任職後，即發起創辦《譯叢》中英翻譯學專業性期刊，並於1973年秋，正式創刊。
1976年，再度回到美國，定居於佛羅里達州，直到1982年，他都是《譯叢》的主編。1988年，他與宋淇捐款，成立中心內最具學術聲望的「譯叢研究獎金」。
2008年3月1日，逝世於美國佛羅里達州，享年96歲。